# D'autres filles
Albums de Michel Berger
Voyou
(1983) Michel Berger en public au Palais des Sports
(1984)
D'autres filles est une compilation de Michel Berger, regroupant une réédition des premiers singles du chanteur enregistrés entre 1963 et 1964. Elle est sortie en 1984 chez EMI Pathé Marconi.

## Titres
| 1.    | L'Oiseau chanteur      | 2:43 |
| 2.    | D'autres filles        | 2:26 |
| 3.    | Partout                | 2:00 |
| 4.    | Pourtant               | 1:52 |
| 5.    | Amour et soda          | 2:06 |
| 6.    | En t'attendant         | 2:27 |
| 7.    | La Camomille           | 2:21 |
| 8.    | Attention, les copains | 1:47 |
| 9.    | Tu n'y crois pas       | 2:37 |
| 10.   | Je reviens seul        | 2:15 |
| 11.   | À quoi je rêve         | 1:53 |
| 12.   | La Maison de campagne  | 1:50 |
| 26:17 |                        |      |